# Tetragnatha boeleni
Tetragnatha boeleni är en spindelart som beskrevs av Pater Chrysanthus 1975. Tetragnatha boeleni ingår i släktet sträckkäkspindlar, och familjen käkspindlar. Inga underarter finns listade i Catalogue of Life.